# Hamiguitan
Hamiguitan je planina u pokrajini Davao Oriental, otok Mindanao, na Filipinima, visine od 75 do 1.620 m. Hamiguitan tvori planinski greben koji se poluotokom Pujada pruža od sjevera prema jugu, na jugoistočnom dijelu koridora bioraznolikosti Istočni Mindanao. Rezervat divljine gorja Hamiguian pokriva područje od 6.834 ha (68.34 km²), od kojih je 16.037 ha 2014. god. uvršteno na UNESCOv popis mjesta svjetske baštine u Aziji kao „ključno stanište plejade biljnih i životinjskih vrsta”. Naime, zaštićeno područje predstavlja kopneno i vodeno stanište različitih visina za ugrožene vrste i endemsku floru i faunu, od kojih se osam vrsta može pronaći samo na ovoj planini, kao šo su zdjelaste biljke iz obitelji Nepenthes peltata:
- Nepenthes peltata
- Nepenthes alata
- Nepenthes micramphora
- Nepenthes hamiguitanensis
- Nepenthes mindanaoensis

Neke od tih vrsta su ugroženo drveće, biljke, te ikonske životinje: Filipinski orao (Pithecophaga jefferyi) i Filipinski kakadu (Cacatua haematuropygia).
Pored njih, u rezervatu divljine i njegovoj okolici obitava najveći broj planinsko šumskih (462 vrste), tropsko šumskih (338 vrsta) i vrsta mahovina (246 vrsta) u ovom dijelu svijetu, te najmanje 11 vrsta ugroženih kralježnjaka, 27 rijetkih vrsta životinja, 44 endemske vrste i 59 gospodarski važnih vrsta.